# Gomphrena pusilla
Gomphrena pusilla là loài thực vật có hoa thuộc họ Dền. Loài này được Benth. mô tả khoa học đầu tiên năm 1870.